# Centaurea bethurica
Centaurea bethurica é uma espécie de planta com flor pertencente à família Asteraceae. 
A autoridade científica da espécie é E.López & Devesa, tendo sido publicada em Anales Jard. Bot. Madrid 65(2): 337 (figs. 1n, 4, map). 2008.

## Portugal
Trata-se de uma espécie presente no território português, nomeadamente em Portugal Continental.
Em termos de naturalidade é endémica da Península Ibérica.

## Protecção
Não se encontra protegida por legislação portuguesa ou da Comunidade Europeia.